# داگلاس رابینسون
داگلاس رابینسون (انگلیسی: Douglas Robinson؛ زادهٔ ۳۰ سپتامبر ۱۹۵۴) زبان‌شناس، نویسنده، و مترجم اهل ایالات متحده آمریکا است. او محقق دانشگاهی، مترجم و نویسنده داستان‌های تخیلی آمریکایی است که بیشتر به خاطر آثارش در مطالعات ترجمه شناخته می‌شود، اما آثار گسترده‌ای در زمینه‌های مختلف ارتباطات انسانی و تعامل اجتماعی (ادبیات آمریکا، نظریه ادبی، نظریه زبان‌شناسی، مطالعات جنسیت، مطالعات نوشتار، نظریه بلاغت) منتشر کرده است. او چندین رمان، نمایشنامه و تک‌نگاری فنلاندی را به انگلیسی ترجمه کرده است، رمان خودش به زبان انگلیسی نوشته شده اما ابتدا به زبان فنلاندی ترجمه شده است.